# PSA ES
PSA ESエンジンとは、1997年に登場した3.0L 60度V型6気筒エンジンである。PSAグループとルノーの共同開発であり、ルノーでは、L7Xと称する。シリンダーブロック及びシリンダーヘッドは、アルミ合金製であり、エンジンマネージメントは、ボッシュのME7.4.4である。
2000年に、性能向上のため、ポルシェが燃焼室形状の再設計、インテークマニホールドの新規作成、カムプロファイルの見直し、VVCの採用を行った。
搭載車種は、プジョー・406、407、607、シトロエン・C5、C6等である。